# 미분 연산자
수학에서 미분 연산자(微分演算子, 영어: differential operator)는 미분 연산을 포함할 수 있는, 함수 또는 단면 공간 위의 국소적 선형 변환이다.

## 정의
다음과 같은 데이터가 주어졌다고 하자.
- 매끄러운 다양체 {\displaystyle M}
- 두 매끄러운 벡터 다발 {\displaystyle E,F\twoheadrightarrow M}

그렇다면, {\displaystyle E}와 {\displaystyle F}의 매끄러운 단면들의 실수 벡터 공간
{\displaystyle \Gamma ^{\infty }(E)}
{\displaystyle \Gamma ^{\infty }(F)}
을 생각하자.
{\displaystyle E}와 {\displaystyle F} 사이의 미분 연산자는 특별한 꼴의 실수 선형 변환
{\displaystyle D\colon \Gamma ^{\infty }(E)\to \Gamma ^{\infty }(F)}
이다. 이는 다음과 같이 다양한 방법으로 정의될 수 있다.

### 구체적 정의
임의의 국소 좌표계에서, 다음과 같은 꼴의 연산자를 생각하자.
{\displaystyle s\nabla _{X_{1}}\nabla _{X_{2}}\cdots \nabla _{X_{k}}\colon \Gamma ^{\infty }(E)\to \Gamma ^{\infty }(F)}
여기서
- {\displaystyle k\in \mathbb {N} }는 자연수(음이 아닌 정수)이다.
- {\displaystyle \nabla }는 {\displaystyle E}의 임의의 코쥘 접속이다.
- {\displaystyle s\in \Gamma ^{\infty }(E^{*}\otimes F)}는 {\displaystyle E^{*}\otimes F}의 임의의 매끄러운 단면이다.
- {\displaystyle X_{1},\dots ,X_{k}\in \Gamma ^{\infty }(\mathrm {T} M)}는 {\displaystyle M} 위의 매끄러운 벡터장이다.

그렇다면, 미분 연산자는 위와 같은 꼴의 연산자 {\displaystyle (D_{i})_{i\in I}}들의 합으로 나타내어지는 연산자이다. 여기서 합이 잘 정의되기 위해서는 다음 조건이 성립해야 한다.
- 어떤 (충분히 섬세한) 열린 덮개 {\displaystyle (U_{j})_{j\in J}}에 대하여, 각 {\displaystyle j\in J}에 대하여 {\displaystyle \{i\in I\colon D_{i}\upharpoonright U_{j}\neq \varnothing \}}은 유한 집합이다.

(만약 {\displaystyle M}이 콤팩트 공간이라면, 위의 국소적 유한성 조건은 단순히 대역적 유한성에 불과하다.)
위와 같은 꼴에서 가능한 최소의 {\displaystyle k}를 미분 연산자의 차수(영어: degree)라고 한다. (만약 {\displaystyle M}이 콤팩트 공간이 아니라면 이는 무한할 수 있다.)

### 제트 다발을 통한 정의
실수 선형 변환
{\displaystyle D\colon \Gamma ^{\infty }(E)\to \Gamma ^{\infty }(F)}
가 주어졌다고 하자. 만약 다음과 같은 꼴의 분해가 존재한다면, {\displaystyle D}를 {\displaystyle k}차 미분 연산자라고 한다.
{\displaystyle D=T\circ \mathrm {j} ^{k}}
여기서
- {\displaystyle \mathrm {j} ^{k}\colon \Gamma ^{\infty }(E)\to \Gamma ^{\infty }(\mathrm {J} ^{k}E)}는 {\displaystyle E}의 {\displaystyle k}차 제트 연장이다.
- {\displaystyle \mathrm {J} ^{k}E}는 {\displaystyle E}의 {\displaystyle k}차 제트 다발이다.
- {\displaystyle T\colon \mathrm {J} ^{k}E\to F}는 벡터 다발 사상이다.

미분 연산자는 미분 연산자들의 합으로 정의되는 국소 연산자이다. 즉, 그렇다면, 미분 연산자는 위와 같은 꼴의 연산자 {\displaystyle (D_{i})_{i\in I}}들의 합으로 나타내어지는 연산자이며, 다음 조건이 성립해야 한다.
- 어떤 (충분히 섬세한) 열린 덮개 {\displaystyle (U_{j})_{j\in J}}에 대하여, 각 {\displaystyle j\in J}에 대하여 {\displaystyle \{i\in I\colon D_{i}\upharpoonright U_{j}\neq \varnothing \}}은 유한 집합이다.

(만약 {\displaystyle M}이 콤팩트 공간이라면, 위의 국소적 유한성 조건은 단순히 대역적 유한성에 불과하다.)

### 페트레 정리를 통한 정의
실수 벡터 공간 값의 층 사상
{\displaystyle D\colon \Gamma ^{\infty }(E)\to \Gamma ^{\infty }(F)}
가 다음 조건을 만족시킨다고 하자.
- 임의의 매끄러운 단면 {\displaystyle s\in \Gamma ^{\infty }(E)}에 대하여, {\displaystyle \operatorname {supp} (Ds)\subseteq \operatorname {supp} s}. 여기서 {\displaystyle \operatorname {supp} }은 층의 지지 집합이다.

그렇다면, {\displaystyle D}를 미분 연산자라고 한다.
이 정의가 위의 두 정의와 동치라는 사실은 자명하지 않으며, 페트레 정리(Peetre定理, 영어: Peetre’s theorem)라고 한다.

## 성질
콤팩트 매끄러운 다양체 {\displaystyle M} 위의 두 벡터 다발 {\displaystyle E,F}가 주어졌다고 하자. {\displaystyle E\to F} 미분 연산자의 공간을 {\displaystyle {\mathcal {D}}(E,F)}로 표기하자.
그렇다면, 모든 미분 연산자 {\displaystyle \Gamma ^{\infty }(E)\to \Gamma ^{\infty }(F)}는 유한한 차수를 가지며, 따라서 차수에 따라 자연스러운 오름 여과
{\displaystyle \Gamma ^{\infty }(E^{*}\otimes F)={\mathcal {D}}_{0}(E,F)\subseteq {\mathcal {D}}_{1}(E,F)\subseteq \cdots \subseteq {\mathcal {D}}_{\infty }(E,F)={\mathcal {D}}(E,F)}
가 존재한다. 그러나 이 여과는 자연스럽게 등급을 이루지 않는다.
미분 연산자의 차수 여과는 합성에 대하여 다음과 같이 호환된다.
{\displaystyle {\mathcal {D}}_{n}(E',E'')\circ {\mathcal {D}}_{m}(E,E')\subseteq {\mathcal {D}}_{m+n}(E,E'')}
매끄러운 다양체 {\displaystyle M} 위의 {\displaystyle {\mathcal {C}}^{\infty }(M,\mathbb {C} )\to {\mathcal {C}}^{\infty }(M,\mathbb {C} )} 미분 연산자는 유사 미분 연산자이다.

### 등급 대수
콤팩트 매끄러운 다양체 {\displaystyle M} 위의 벡터 다발 {\displaystyle E}이 주어졌다고 하자. 편의상 {\displaystyle {\mathcal {D}}(E)={\mathcal {D}}(E,E)}와 같이 표기하자.
이제, 다음과 같이 등급 대수를 정의할 수 있다.
{\displaystyle \operatorname {gr} {\mathcal {D}}(E)=\bigoplus _{i=0}^{\infty }{\frac {{\mathcal {D}}_{i}(E)}{{\mathcal {D}}_{i-1}(E)}}}
(여기서 편의상 {\displaystyle {\mathcal {D}}_{i-1}(E)=\{0\}}으로 간주한다.)
이에 대하여 다음과 같은 등급 대수 동형 사상이 존재한다.:64, Proposition 2.1
{\displaystyle \Gamma ^{\infty }\left(\operatorname {Sym} (\mathrm {T} M)\otimes \operatorname {End} (E)\right)\cong \operatorname {gr} {\mathcal {D}}(E)}
여기서
- {\displaystyle \operatorname {Sym} (\mathrm {T} M)}은 그 올이 접공간의 대칭 대수인 벡터 다발이다.
- {\displaystyle \operatorname {End} (E)=E\otimes E^{*}}는 {\displaystyle E} 위의 자기 벡터 다발 사상으로 구성된 벡터 다발이다.

이는 다음과 같다.
{\displaystyle X_{1}\otimes X_{2}\otimes \cdots \otimes X_{k}\otimes T\mapsto [T\nabla _{X_{1}}\nabla _{X_{2}}\cdots \nabla _{X_{k}}]\qquad \forall X_{1},\dots ,X_{k}\in \Gamma ^{\infty }(\mathrm {T} M),\;T\in \Gamma ^{\infty }(E\otimes E^{*})}
여기서 {\displaystyle \nabla }는 {\displaystyle E} 위에 정의된 임의의 코쥘 접속이다.

### 주표상
주표상(主表象, 영어: principal symbol)은 미분 연산자의 차수를 나타내는, 여접다발 위에 정의되는 완전 대칭 다항식이다. 대략 미분 연산자의 최고차항에서 편미분 연산자를 형식적인 변수 {\displaystyle \partial _{i}\mapsto \xi _{i}}로 치환한 것이다.
구체적으로, 매끄러운 다양체 {\displaystyle M} 위의 두 매끄러운 벡터 다발 {\displaystyle E,F\to X} 사이의 미분 연산자 {\displaystyle D\colon \Gamma ^{\infty }(E)\to \Gamma ^{\infty }(F)}를 생각하자. 임의의 매끄러운 단면 {\displaystyle u\in \Gamma ^{\infty }(E)}에 대하여, 국소 좌표계에서 {\displaystyle D}가
{\displaystyle D\colon u(x)\mapsto \sum _{I}P^{I}(x)\partial _{I}u}
의 꼴이라고 하자. 여기서 {\displaystyle I}는 다중지표이고, {\displaystyle D^{I}\colon E\to F}는 다발 사상이다. 여기서 {\displaystyle D^{I}}는 다중지표의 성분들의 순열에 무관하다.
{\displaystyle D}의 차수
{\displaystyle k=\max\{|I|\colon P^{I}\neq 0\}}
가 유한하다고 하자. 그렇다면 미분 연산자 {\displaystyle D}의 주표상
{\displaystyle \sigma _{D}\in \Gamma ^{\infty }\left(\operatorname {Sym} ^{k}(\mathrm {T} X)\otimes E^{*}\otimes F\right)}
은 {\displaystyle (k,0)}차 완전 대칭 텐서장이며, 다음과 같다.
{\displaystyle \sigma _{D}=\sum _{|I|=k}P^{I}}
이것이 텐서장으로서 변환한다는 사실을 보일 수 있다.

## 예
실수선 위의 미분 연산자는 이는 다음과 같은 꼴이다.
{\displaystyle D=\sum _{n=0}^{\infty }f_{n}(x){\frac {\mathrm {d} ^{n}}{\mathrm {d} x^{n}}}}
여기서 위 합이 국소적으로 유한하려면 다음 조건이 성립해야 한다.
{\displaystyle \forall x\in \mathbb {R} \exists \epsilon \in \mathbb {R} ^{+}\forall y\in (x-\epsilon ,x+\epsilon )\exists N\in \mathbb {N} \forall n>N\colon f_{n}(y)=0}

### 벡터 연산자
유클리드 공간 {\displaystyle \mathbb {R} ^{n}} 위의 실수 값 매끄러운 함수는 자명한 벡터 다발 {\displaystyle \mathbb {R} \times \mathbb {R} ^{n}}의 매끄러운 단면이며, 벡터장은 자명한 벡터 다발 {\displaystyle \mathbb {R} ^{n}\times \mathbb {R} ^{n}=\operatorname {T} \mathbb {R} ^{n}}의 매끄러운 단면이다. 이 경우, 매끄러운 함수의 기울기
{\displaystyle \operatorname {grad} \colon {\mathcal {C}}^{\infty }(\mathbb {R} ^{n},\mathbb {R} )\to {\mathcal {C}}^{\infty }(\mathbb {R} ^{n},\mathbb {R} ^{n})}
와 발산
{\displaystyle \operatorname {div} \colon {\mathcal {C}}^{\infty }(\mathbb {R} ^{n},\mathbb {R} ^{n})\to {\mathcal {C}}^{\infty }(\mathbb {R} ^{n},\mathbb {R} )}
및 회전
{\displaystyle \operatorname {curl} \colon {\mathcal {C}}^{\infty }(\mathbb {R} ^{n},\mathbb {R} ^{n})\to {\mathcal {C}}^{\infty }(\mathbb {R} ^{n},\mathbb {R} ^{n})}
은 모두 1차 미분 연산자이다.

### 라플라스 연산자
준 리만 다양체 {\displaystyle (M,g)} 위에는 2차 미분 연산자인 라플라스 연산자
{\displaystyle \Delta \colon C^{\infty }(X)\to C^{\infty }(X)}
가 존재하며, 그 주표상은
{\displaystyle \sigma _{\Delta }(\xi )=g^{-1}(\xi ,\xi )}
이다. 만약 {\displaystyle M}이 리만 다양체라면 이는 타원형 미분 연산자이다.

### 디랙 연산자
스핀 다양체 {\displaystyle M} 위의 1차 미분 연산자인 디랙 연산자
{\displaystyle D=\gamma ^{i}\nabla _{i}\colon SM\to SM}
의 주표상은
{\displaystyle \sigma _{D}(\xi )=\gamma ^{i}\xi _{i}}
이다. 여기서 {\displaystyle SM}은 {\displaystyle M}의 스피너 다발이고, {\displaystyle \gamma ^{i}}는 디랙 행렬이다. 이는 항상 약타원형 미분 연산자이다.

## 역사
미분 연산자를 (단순히 함수의 도함수를 나타내는 기호가 아니라) 스스로 존재하는 대상으로 여기는 것은 루이 프랑수아 앙투안 아르보가스트(프랑스어: Louis François Antoine Arbogast, 1759~1803)의 1800년 저서가 최초라고 여겨진다.:169, §2.1
페트레 정리는 야크 페트레(에스토니아어: Jaak Peetre, 1935~)가 증명하였다.

## 같이 보기
- 타원형 미분 연산자
- 회전 (벡터)
- 분수계 미적분학
- 유사 미분 연산자
- 아티야-싱어 지표 정리